# Spermacoce serpyllifolia
Spermacoce serpyllifolia är en måreväxtart som beskrevs av Carl Ludwig von Willdenow, Johann Jakob Roemer och Schult.. Spermacoce serpyllifolia ingår i släktet Spermacoce och familjen måreväxter.
Artens utbredningsområde är Madagaskar. Inga underarter finns listade i Catalogue of Life.